# Darren Davis (cầu thủ bóng đá)
Darren Davis (sinh ngày 5 tháng 2 năm 1967) là một cựu cầu thủ bóng đá người Anh thi đấu cho Maidstone United, Notts County, Lincoln City và Scarborough.
Vào tháng 6 năm 2002 ông được bổ nhiệm làm huấn luyện viên của Gedling Town.
Hiện tại ông là trợ lý huấn luyện viên của Trung tâm Đào tạo Notts County.